# Porpetto
Porpetto (im furlanischen Dialekt Porpêt) ist eine nordostitalienische Gemeinde (comune) mit 2470 Einwohnern (Stand 31. Dezember 2023) in der Region Friaul-Julisch Venetien. Die Gemeinde liegt etwa 23 Kilometer südlich von Udine. 

## Verkehr
Durch die Gemeinde führt die Autostrada A4 (von Turin nach Triest), hier besteht auch eine Anschlussstelle.